# Bni Ykhlef
Bni Ykhlef (àrab بني يخلف) és una comuna rural de la província de Khouribga de la regió de Béni Mellal-Khénifra. Segons el cens de 2014 tenia una població total de 9.992 persones.